# Кубок Европейской конфедерации волейбола среди женщин 2010/2011
31-й розыгрыш Кубка Европейской конфедерации волейбола (ЕКВ) среди женщин проходил с 7 декабря 2010 по 3 апреля 2011 года с участием 35 клубных команд из 22 стран-членов Европейской конфедерации волейбола. Победителем турнира стала итальянская команда «Робур Тибони» (Урбино).

## Команды-участницы (с 1/16 финала)
| Страна               | Команда                                |
| -------------------- | -------------------------------------- |
| Австрия              | «Линц-Штег» (Линц)                     |
| Австрия              | «СВС Пост» (Швехат)                    |
| Албания              | «Тирана» (Тирана)                      |
| Белоруссия           | «Минчанка» (Минск)                     |
| Бельгия              | «Астерикс» (Килдрехт)                  |
| Босния и Герцеговина | «Единство» (Брчко)                     |
| Германия             | «Дрезднер» (Дрезден)                   |
| Германия             | «Роте-Рабен» (Фильсбибург)             |
| Греция               | «Олимпиакос» (Пирей)                   |
| Греция               | «Панатинаикос» (Афины)                 |
| Испания              | «Валериано Альес Менорка» (Сьюдадела)  |
| Италия               | «Робур Тибони» (Урбино)                |
| Кипр                 | «Анортосис» (Фамагуста)                |
| Нидерланды           | «Верт» (Верт)                          |
| Польша               | «Таурон» (Домброва-Гурнича)            |
| Польша               | «Центросталь» (Быдгощ)                 |
| Россия               | «Динамо» (Краснодар)                   |
| Россия               | «Уралочка-НТМК» (Свердловская область) |
| Румыния              | «Томис» (Констанца)                    |
| Румыния              | «Штиинца» (Бакэу)                      |
| Сербия               | «Визура» (Белград)                     |
| Сербия               | ТЕНТ (Обреновац)                       |
| Словения             | «Кальцит» (Камник)                     |
| Турция               | «Бешикташ» (Стамбул)                   |
| Турция               | «Галатасарай» (Стамбул)                |
| Финляндия            | «Виести» (Сало)                        |
| Франция              | «Истр Уэс Прованс» (Истр)              |
| Франция              | «Канне-Рошвиль» (Ле-Канне)             |
| Хорватия             | «Младост» (Загреб)                     |
| Чехия                | «Кралово Поле» (Брно)                  |
| Швейцария            | «Сагре Невшатель ЮК» (Невшатель)       |
| Швейцария            | «Цайлер» (Кёниц)                       |

## Система проведения розыгрыша
Со старта в розыгрыше участвовала 31 команда. Во всех стадиях турнира применялась система плей-офф, то есть команды делились на пары и проводили между собой по два матча с разъездами. Победителем пары выходила команда, одержавшая две победы. В случае равенства побед назначался «золотой» сет (до 15 очков), победивший в котором выходил в следующую стадию розыгрыша.
После четвертьфинала проводился «Челлендж-раунд», в котором участвовали четыре оставшиеся клуба Кубка ЕКВ и четыре команды, выбывшие из Лиги чемпионов после предварительного этапа. Победители «Челлендж-раунда» выходят в полуфинал.
Победитель розыгрыша впервые определялся в финальной двухматчевой серии между победителями полуфинальных серий (в предыдущих турнирах призовые места разыгрывались в формате «финала четырёх»).

## 1/16 финала
7-9.12/ 14-16.12.2010
 «Робур Тибони» (Урбино) —  «Уралочка-НТМК» (Свердловская обл.)
8 декабря. 1:3 (21:25, 25:27, 25:23, 20:25).
14 декабря. 3:2 (23:25, 25:19, 25:23, 23:25, 15:8). «Золотой» сет — 15:12.
 «Истр Уэс Прованс» (Истр) —  «Минчанка» (Минск)
8 декабря. 3:0 (25:21, 25:22, 25:9).
15 декабря. 3:1 (25:15, 22:25, 25:21, 25:20).
 ТЕНТ (Обреновац) —  «Бешикташ» (Стамбул)
7 декабря. 3:0 (26:24, 25:19, 26:24).
15 декабря. 1:3 (25:22, 23:25, 23:25, 29:31). «Золотой» сет — 7:15.
 «Тирана» —  «Цайлер» (Кёниц)
8 декабря. 0:3 (20:25, 12:25, 12:25).
15 декабря. 0:3 (9:25, 12:25, 14:25).
 «Канне-Рошвиль» (Ле-Канне) —  «Линц-Штег» (Линц)
8 декабря. 3:0 (25:16, 25:19, 25:16).
15 декабря. 3:1 (25:20, 25:17, 26:28, 25:16).
 «Визура» (Белград) —  «СВС Пост» (Швехат)
8 декабря. 0:3 (20:25, 26:28, 21:25).
16 декабря. 2:3 (17:25, 26:24, 27:25, 18:25, 10:15).
 «Панатинаикос» (Афины) —  «Единство» (Брчко)
Отказ «Панатинаикоса».
 «Олимпиакос» (Пирей) —  «Галатасарай» (Стамбул)
9 декабря. 0:3 (20:25, 23:25, 22:25).
16 декабря. 0:3 (18:25, 15:25, 22:25).
 «Валериано Альес Менорка» (Сьюдадела) —  «Виести» (Сало)
8 декабря. 3:1 (21:25, 26:24, 25:21, 25:16).
15 декабря. 3:0 (25:21, 25:21, 25:23).
 «Штиинца» (Бакэу) —  «Роте Рабен» (Фильсбибург)
8 декабря. 2:3 (18:25, 25:16, 22:25, 25:17, 14:16).
15 декабря. 0:3 (21:25, 23:25, 17:25).
 «Томис» (Констанца) —  «Анортосис» (Фамагуста)
8 декабря. 3:1 (25:12, 22:25, 25:22, 25:12).
14 декабря. 3:0 (25:7, 25:14, 25:17).
 «Кралово Поле» (Брно) —  «Таурон» (Домброва-Гурнича)
8 декабря. 1:3 (17:25, 18:25, 28:26, 16:25).
15 декабря. 1:3 (20:25, 25:23, 12:25, 20:25).
 «Верт» —  «Сагре Невшатель ЮК» (Невшатель)
8 декабря. 2:3 (25:19, 18:25, 25:15, 13:25, 12:15).
16 декабря. 0:3 (14:25, 18:25, 19:25).
 «Кальцит» (Камник) —  «Младост» (Загреб)
8 декабря. 3:0 (25:18, 25:19, 25:11).
16 декабря. 3:1 (25:15, 21:25, 25:16, 25:18).
 «Астерикс» (Килдрехт) —  «Дрезднер» (Дрезден)
9 декабря. 0:3 (25:27, 22:25, 22:25).
15 декабря. 0:3 (17:25, 20:25, 18:25).
 «Центросталь» (Быдгощ) —  «Динамо» (Краснодар)
8 декабря. 1:3 (26:24, 14:25, 23:25, 21:25).
15 декабря. 2:3 (14:25, 25:21, 17:25, 25:22, 8:15).
Выбывшие команды заявлены в 1/16-финала Кубка вызова ЕКВ.

## 1/8 финала
5-6.01/ 11-13.01.2011
 «Робур Тибони» (Урбино) —  «Истр Уэс Прованс» (Истр)
5 января. 3:1 (25:13, 17:25, 25:22, 25:17).
11 января. 3:0 (25:13, 25:21, 25:19).
 «Бешикташ» (Стамбул) —  «Цайлер» (Кёниц)
6 января. 3:0 (25:19, 25:16, 25:15).
12 января. 3:0 (25:20, 28:26, 29:27).
 «Канне-Рошвиль» (Ле-Канне) —  «СВС Пост» (Швехат)
6 января. 1:3 (20:25, 25:17, 23:25, 14:25).
13 января. 0:3 (19:25, 24:26, 19:25).
 «Единство» (Брчко) —  «Галатасарай» (Стамбул)
5 января. 0:3 (22:25, 19:25, 23:25).
12 января. 0:3 (19:25, 6:25, 13:25).
 «Валериано Альес Менорка» (Сьюдадела) —  «Роте-Рабен» (Фильсбибург)
6 января. 3:0 (25:14, 25:21, 25:19).
11 января. 0:3 (24:26, 17:25, 20:25). «Золотой» сет — 15:8.
 «Томис» (Констанца) —  «Таурон» (Домброва-Гурнича)
6 января. 2:3 (28:26, 25:21, 20:25, 14:25, 10:15).
12 января. 0:3 (19:25, 19:25, 16:25).
 «Сагре Невшатель ЮК» (Невшатель) —  «Кальцит» (Камник)
6 января. 3:0 (25:22, 25:16, 25:17).
11 января. 1:3 (13:25, 14:25, 25:11, 23:25). «Золотой» сет — 17:15.
 «Дрезднер» (Дрезден) —  «Динамо» (Краснодар)
5 января. 0:3 (12:25, 17:25, 23:25).
12 января. 1:3 (15:25, 25:23, 18:25, 11:25).

## Четвертьфинал
2-3.02/ 9-10.02.2011
 «Робур Тибони» (Урбино) —  «Бешикташ» (Стамбул)
2 февраля. 3:1 (25:21, 25:18, 23:25, 27:25).
10 февраля. 3:0 (25:23, 25:22, 25:17).
 «СВС Пост» (Швехат) —  «Галатасарай» (Стамбул)
3 февраля. 3:2 (15:25, 25:13, 25:16, 23:25, 18:16).
9 февраля. 2:3 (18:25, 25:12, 25:22, 22:25, 11:15). «Золотой» сет — 16:14.
 «Валериано Альес Менорка» (Сьюдадела) —  «Таурон» (Домброва-Гурнича)
3 февраля. 1:3 (14:25, 20:25, 25:19, 22:25).
9 февраля. 2:3 (23:25, 31:29, 16:25, 16:25).
 «Сагре Невшатель ЮК» (Невшатель) —  «Динамо» (Краснодар)
3 февраля. 0:3 (21:25, 15:25, 16:25).
10 февраля. 0:3 (10:25, 9:25, 15:25).
В Челендж-раунде против победителей четвертьфинальных пар играют 4 команды, выбывшие из розыгрыша Лиги чемпионов после предварительного этапа —  «АСПТТ Мюлуз» (Мюлуз),  «Фоппапедретти» (Бергамо),  «Црвена Звезда» (Белград),  «Будовляни» (Лодзь).

## Челлендж-раунд
23-24.02/ 2-3.03. 2011
 «АСПТТ Мюлуз» (Мюлуз) —  «Таурон» (Домброва-Гурнича)
23 февраля. 0:3 (11:25, 15:25, 25:27).
2 марта. 2:3 (20:25, 25:21, 25:27, 25:20, 15:17).
 «Фоппапедретти» (Бергамо) —  «Динамо» (Краснодар)
23 февраля. 3:0 (25:23, 25:19, 25:21).
3 марта. 0:3 (24:26, 29:31, 18:25). «Золотой» сет — 13:15.
 «Црвена Звезда» (Белград) —  «СВС Пост» (Швехат)
23 февраля. 3:1 (25:21, 25:22, 19:25, 25:16).
3 марта. 3:1 (25:17, 25:23, 16:25, 25:20).
 «Будовляни» (Лодзь) —  «Робур Тибони» (Урбино)
24 февраля. 0:3 (14:25, 20:25, 18:25).
2 марта. 2:3 (19:25, 28:26, 25:21, 9:25, 5:15).

## Полуфинал
15-16.03/ 20.03.2011
 «Таурон» (Домброва-Гурнича) —  «Динамо» (Краснодар)
15 марта. 3:0 (25:14, 25:20, 25:23).
20 марта. 2:3 (21:25, 25:22, 12:25, 26:24, 13:15). «Золотой» сет — 14:16.
 «Црвена Звезда» (Белград) —  «Робур Тибони» (Урбино)
16 марта. 3:1 (25:19, 23:25, 25:19, 25:21).
20 марта. 0:3 (27:29, 14:25, 19:25). «Золотой» сет — 12:15.

## Финал

### 1-й матч
| 29 марта 2011 | \| «Динамо» (Краснодар) \| 0:3 old.cev.eu \| «Робур Тибони» (Урбино) \| \| Евгения Старцева (1) Ана Паула Феррейра (16) Анастасия Кодирова (2) Елена Константинова (2) Ольга Букреева (14) Наталья Рогачёва (11) Елена Ежова (либеро) Татьяна Щукина (1) \| Голы \| Кьяра Ди Юлио (10) Макейр Уилсон (16) Лудовика Далья (5) Валдоне Петраускайте (9) Илария Гардзаро (10) Рената Коломбо (13) Джулия Леонарди (либеро) Мануэла Роани (3) \| | Краснодар Дворец спорта «Олимп» 2750 зрителей |
| Счёт по партиям — 21:25, 24:26, 20:25. Время матча — 1 час 17 минут. Судьи: Никола Мичевски, Тоомас Муруло.                                                                   | | |
| «Динамо» (Краснодар) | 0:3 old.cev.eu | «Робур Тибони» (Урбино) |
| Евгения Старцева (1) Ана Паула Феррейра (16) Анастасия Кодирова (2) Елена Константинова (2) Ольга Букреева (14) Наталья Рогачёва (11) Елена Ежова (либеро) Татьяна Щукина (1) | Голы | Кьяра Ди Юлио (10) Макейр Уилсон (16) Лудовика Далья (5) Валдоне Петраускайте (9) Илария Гардзаро (10) Рената Коломбо (13) Джулия Леонарди (либеро) Мануэла Роани (3) |

### 2-й матч
| 3 апреля 2011 | \| «Робур Тибони» (Урбино) \| 3:1 old.cev.eu \| «Динамо» (Краснодар) \| \| Валдоне Петраускайте (18) Илария Гардзаро (8) Рената Коломбо Кьяра Ди Юлио (20) Макейр Уилсон (12) Лудовика Далья (2) Джулия Леонарди (либеро) Жалин Прадо ди Оливейра (12) \| Голы \| Евгения Старцева (2) Ольга Букреева (19) Анастасия Кодирова (11) Елена Константинова (5) Ана Паула Феррейра (15) Наталья Рогачёва (11) Елена Ежова (либеро) Татьяна Щукина Ирина Искулова \| | Урбино Арена «PalaMondolce» 3000 зрителей |
| Счёт по партиям — 18:25, 25:19, 25:19, 25:16. Время матча — 1 час 30 минут. Судьи: Кор ван Гомпел, Давид Грил.                                                              | | |
| «Робур Тибони» (Урбино) | 3:1 old.cev.eu | «Динамо» (Краснодар) |
| Валдоне Петраускайте (18) Илария Гардзаро (8) Рената Коломбо Кьяра Ди Юлио (20) Макейр Уилсон (12) Лудовика Далья (2) Джулия Леонарди (либеро) Жалин Прадо ди Оливейра (12) | Голы | Евгения Старцева (2) Ольга Букреева (19) Анастасия Кодирова (11) Елена Константинова (5) Ана Паула Феррейра (15) Наталья Рогачёва (11) Елена Ежова (либеро) Татьяна Щукина Ирина Искулова |

## Призёры
«Робур Тибони» (Урбино): Илария Гардзаро, Макейр Уилсон, Лудовика Далья, Мануэла Роани, Валдоне Петраускайте, Джулия Леонарди, Кьяра Ди Юлио, Жалин Прадо ди Оливейра, Рената Коломбо, Кьяра Лапи. Главный тренер — Франсуа Сальваньи.
  «Динамо» (Краснодар): Анна Лебедева, Анастасия Кодирова, Елена Константинова, Татьяна Щукина, Ольга Букреева, Виктория Круглая, Ирина Искулова, Ана Паула Феррейра, Елена Ежова, Евгения Старцева, Анна Лубнина, Наталья Рогачёва. Главный тренер — Сергей Овчинников.